# Сонгкхла (озеро)
Сонгкхла́ або Тхалесап (тай. ทะเลสาบสงขลา) — озеро на півдні Таїланду, в провінції Сонгкхла. На півночі річкою Луанг сполучається з озером Луанг. На сході широкою протокою відкривається до Сіамської затоки Тихого океану.
Площа озера — 229,2 км². Разом з озерами Луанг та Ной утворюють озерну систему площею 1 040 км².
Береги озера дуже заселені. Міста, що розташовані на берегах — Пакхат, Тхасау, Хуакхау, Бангнот, Лампхо, Вангніанг, Тхинг, Нок та Аусай. В гирлі озеро розташоване місто Сонгкхла, адміністративний центр однойменної провінції.
В південно-східній частині розташований острів Йо. Найбільші річки, що впадають до озера — Раттапхум та Утапхау.